# Рејдерси Загреб
Рејдерси Загреб су хрватски клуб америчког фудбала из Загреба. Основани су 2008. године. Такмиче се тренутно у Првој лиги Хрватске и регионалној ААФЛ лиги.